# ケルゲレン海台

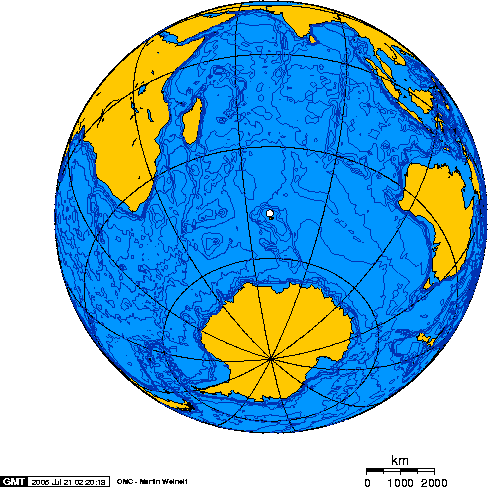
ケルゲレン海台の位置 - 白い点はケルゲレン島

ケルゲレン海台（ケルゲレンかいだい、英: Kerguelen Plateau、IPA 発音:/ˈkɜrɡələn, kərˈɡeɪlən/）とは、インド洋の南部に存在する海台である。

## 概要
ケルゲレン海台は、オーストラリアの南西およそ3000kmに位置している。その面積は、日本の3倍に近い。この海台は北西から南東方向に約2200kmに渡って延びており、深海に横たわっている。南部はケルゲレン・ガウスベルク海嶺とも呼ばれる。
この海台はおよそ1億3000万年前にゴンドワナランドの分裂とともに、あるいはそれに続いてケルゲレンホットスポットによって造られた巨大火成岩岩石区（LIP）である。ケルゲレン海台には、一部に海面よりも標高の高い場所が存在し、ケルゲレン諸島、ハード島とマクドナルド諸島を形成している。このうち断続的な火山活動がハード島とマクドナルド諸島で続いている。

## 地理的範囲
南東インド洋海嶺を挟み、オーストラリアの西方、ケルゲレン海台と対称的な位置にあるブロークン海嶺は、海底の火山台地であり、中央海嶺によって分裂させられる前はケルゲレン海台と繋がっていた。
ブロークン海嶺の北には直線的な東経90度海嶺がベンガル湾までほとんど真北に続いており、ホットスポットの跡であると考えられている。

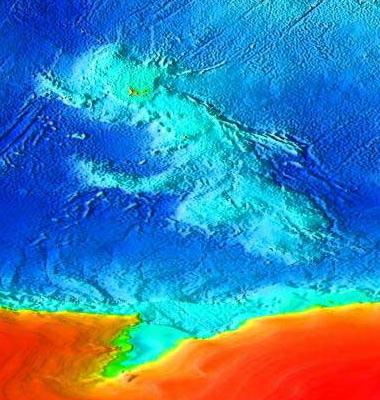
ケルゲレン海台の地形 - 海台の下の赤い部分は南極大陸

## ケルゲレン微小大陸
ケルゲレン海台は1億1000万年前から始まる一連の巨大火山噴火によって形成された。玄武岩中の木炭や片麻岩の礫岩片を含む土層の存在は、海台のかなりの部分が、1億年前から2000万年前までの間の3つの期間に、微小大陸(英: microcontinent)と呼ばれるような海面より高い状態にあったことを示している。
ケルゲレン微小大陸は白亜紀の中期には濃い針葉樹林に覆われていた可能性がある。この微小大陸は約2000万年前に沈んだと考えられており、現在は海面下1kmから2kmに存在する。ここではオーストラリアやインドで見つかったものとよく似た堆積岩が存在し、このことはこれらの大陸がかつて繋がっていたことを示唆している。